# Agramunt
Agramunt é um município da Espanha na comarca de Urgel, província de Lérida, comunidade autónoma da Catalunha. Tem 79,7 km² de área e em 2021 tinha 5 464 habitantes (densidade: 68,6 hab./km²).

## Demografia
| Variação demográfica do município entre 1991 e 2004 [carece de fontes?] | Variação demográfica do município entre 1991 e 2004 [carece de fontes?] | Variação demográfica do município entre 1991 e 2004 [carece de fontes?] | Variação demográfica do município entre 1991 e 2004 [carece de fontes?] |
| ----------------------------------------------------------------------- | ----------------------------------------------------------------------- | ----------------------------------------------------------------------- | ----------------------------------------------------------------------- |
| 1991                                                                    | 1996                                                                    | 2001                                                                    | 2004                                                                    |
| 4803                                                                    | 4925                                                                    | 4759                                                                    | 5212                                                                    |